# José Maurício Bustani
José Maurício de Figueiredo Bustani GOMM (Porto Velho, 5 de junho de 1945) é um diplomata brasileiro. Foi chefe e diretor-geral do Departamento de Organismos Internacionais do Ministério das Relações Exteriores durante os governos Itamar Franco e Fernando Henrique Cardoso.
Bustani foi eleito em 1997 como primeiro diretor-geral da Organização para a Proibição de Armas Químicas. Em 2000 ele foi reeleito, mas em 2002 foi destituído por pressão dos Estados Unidos no contexto das supostas armas químicas do Iraque e da posterior Invasão do Iraque em 2003.

## Carreira diplomática
Filho de Maurício José Bustani e Guajarina de Figueiredo Bustani, é irmão da pianista Linda Bustani.  Em 1956, a família deixa Rondônia para buscar uma melhor educação para os filhos, instalando-se  em Niterói. José Maurício ingressou no curso de preparação à carreira de diplomata do Instituto Rio Branco em 1966. Formou-se em Direito pela Pontifícia Universidade Católica do Rio de Janeiro (PUC-RJ), em 1967. Ingressou na carreira diplomática no mesmo ano, sendo nomeado terceiro-secretário em novembro. No mesmo ano, assumiu o posto de assistente na Secretaria-Geral para Organismos Internacionais. Em 1970, foi enviado para a embaixada em Moscou e, em 10 de novembro, foi promovido a segundo-secretário. Em 1973, foi transferido para a embaixada em Viena, sendo nomeado assistente do Departamento de Organismos Internacionais dois anos depois.
Em dezembro de 1976, foi promovido a primeiro-secretário. No ano seguinte, assumiu posto em missão junto à ONU, em Nova Iorque. Em dezembro de 1979, foi promovido a conselheiro. Retornou ao Brasil em 1981, quando ingressou no curso de altos estudos do Instituto Rio Branco e escreveu A pesquisa científica de Genebra a Caracas, uma ciência sob suspeita.
Em junho de 1983, foi promovido a ministro de segunda classe. No ano seguinte, tornou-se ministro-conselheiro na embaixada brasileira em Montevidéu. Em 1987, foi removido para Montreal, onde atuou como cônsul-geral. Em 1992, assumiu a chefia do Departamento de Política Tecnológica, Financeira e de Desenvolvimento do Ministério das Relações Exteriores. Posteriormente, tornou-se diretor-geral do Departamento de Organismos Internacionais.
Foi promovido a ministro de primeira classe em junho de 1995. Em 1996, foi admitido pelo presidente Fernando Henrique Cardoso à Ordem do Mérito Militar no grau de Grande-Oficial especial.
Em 1997, licenciou-se do Itamaraty por ter sido eleito o primeiro diretor-geral da Organização para a Proibição de Armas Químicas (OPAQ) para o período 1997-2000.

### Atuação na Organização para a Proibição de Armas Químicas
A OPAQ, organização internacional independente, afiliada à ONU, havia sido criada em 29 de abril de 1997, com sede nos Países Baixos, com o objetivo de implementar a Convenção sobre a Proibição do Desenvolvimento, Armazenagem, Produção e Uso de Armas Químicas e sua Destruição, o primeiro acordo multilateral de desarmamento do mundo a prever a eliminação de toda uma categoria de armas de destruição em massa dentro de um prazo determinado.
Reeleito em 2000, por unanimidade, para o período 2001-2005, Bustani não completou esse segundo mandato, em decorrência de pressões do governo dos Estados Unidos, que, em março de 2002, propôs, na reunião do conselho executivo do órgão, uma moção de desconfiança, o que implicaria a remoção do diplomata brasileiro da diretoria-geral da Organização. Por não conseguir os votos necessários, o embaixador americano, John R. Bolton, em total sintonia com o então presidente George W. Bush, chegou ao ponto de ameaçar o embaixador Bustani pessoalmente, para que renunciasse. Não funcionou. Passaram então a defender a realização de uma conferência especial para tratar do assunto.  No final de abril de 2002, Bustani - que defendia a adesão do Iraque à OPAQ a fim de possibilitar as inspeções de armas no país - foi destituído, com 48 votos a favor de sua demissão, sete contra e 43 abstenções. Um ano depois, os Estados Unidos invadiram o Iraque, a pretexto de destruir armas de destruição em massa, que jamais foram encontradas.
Especialistas defenderam a gestão de Bustani e acusaram os Estados Unidos de se opor à tentativa dele de ampliar o alcance da OPAQ, de modo a  incluir países como Iraque e Líbia, cujos regimes, à época, eram tidos como hostis ao governo americano. Meses após seu afastamento, Bustani acusou os Estados Unidos de promover o esvaziamento da entidade e de proteger os países ricos, onde está a grande indústria química, concentrando suas inspeções no Hemisfério Sul, onde as empresas químicas não são tão importantes. Segundo os críticos de seu afastamento, os Estados Unidos também estariam insatisfeitos com as tentativas de Bustani de promover inspeções em instalações militares americanas com o mesmo rigor aplicado às inspeções em outros países signatários da Convenção sobre Armas Químicas.
Após sua destituição, Bustani ocupou provisoriamente o posto de cônsul-geral do Brasil em Londres.
Ainda em 2002, publicou o artigo "O Brasil e a OPAQ: diplomacia e defesa do sistema multilateral sob ataque". Em 2003, tornou-se embaixador do Brasil no Reino Unido, indicado pelo presidente Luiz Inácio Lula da Silva e, em 2008, passou a chefiar a representação diplomática brasileira em Paris, antes de sua aposentadoria compulsória, em 2015.
Em 2013, a OPAQ recebeu o Nobel da Paz.